# Кляйнмахнов
Кляйнмахнов (нім. Kleinmachnow) — громада в Німеччині, у землі Бранденбург. Входить до складу району Потсдам-Міттельмарк. Населення становить 20 406 ос. (станом на 31 грудня 2020).

## Географія
Площа - 11,91 км². Офіційний код — 12 0 69 304. 

## Історія
Клейнмахнов вперше згадується в документі 1375 року в земельній книзі Карла IV під назвою малий Махнов (нім. Parva Machenow).
У 1816 році малий Махнов писався як Klein Machnow та Klein-Machnow у 1828 році. 
Будівництво Тельтовського каналу (нім. The Teltow Canal, Teltowkanal) з 1901 по 1906 рік і шлюз Кляйнмахнов (нім. Schleusenanlage Kleinmachnow) стали переломним моментом у розвитку села.
Після побудови стіни в 1961 році більша частина кордону району Кляйнмахнов утворила кордон із Західним Берліном.

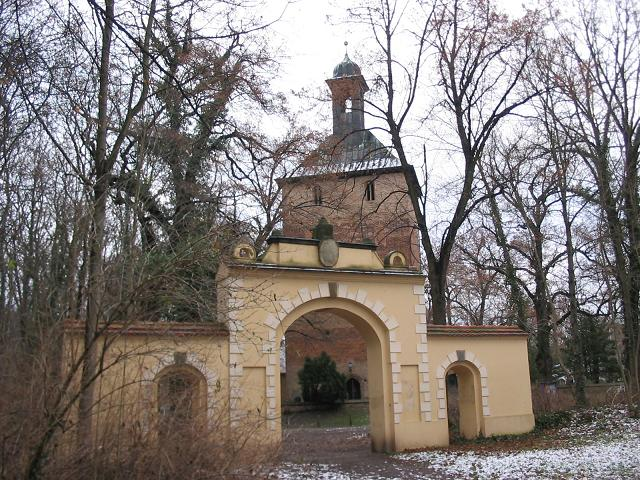
Стара сільська церква
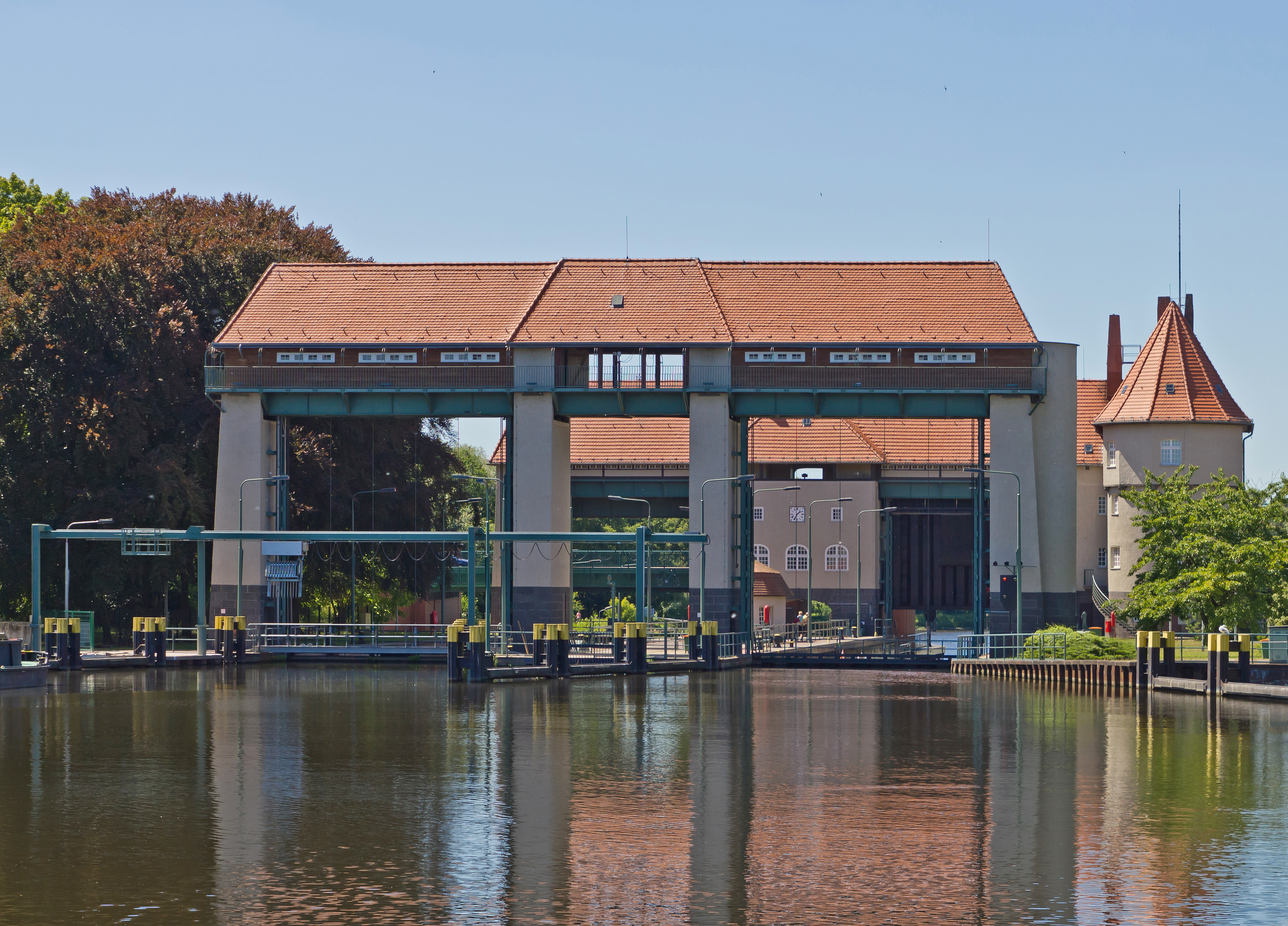
Шлюз Махнов, Тельтовський канал
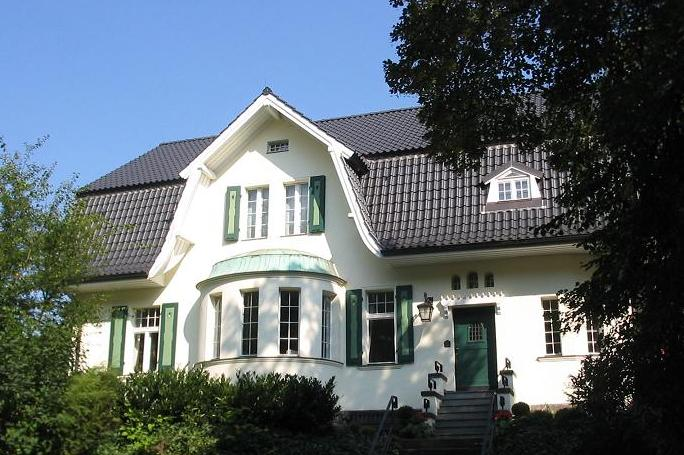
Колишній "дім Коха"
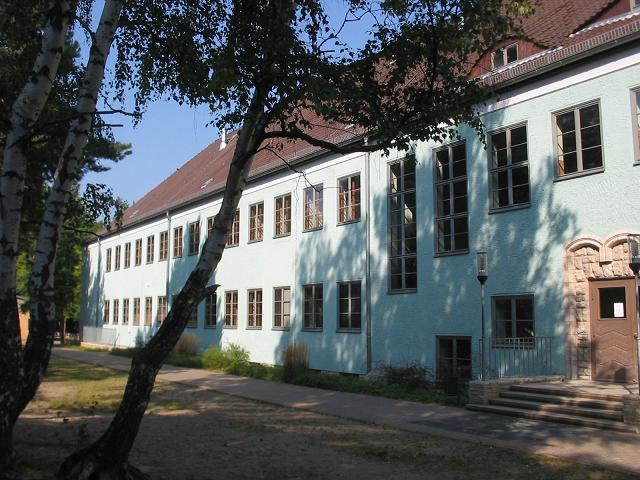
Гімназія Вайнберг

## Адміністративний поділ
У 1967 році під час Німецької Демократичної Республіки вперше була розглянута можливість об’єднання районів Кляйнмахнов, Штансдорф (нім. Stahnsdorf) і Тельтов (нім. Teltow). У 1972 році три округи створили адміністративний та організаційний союз, зберігаючи свій правовий статус. Після возз'єднання Німеччини в 1990 році тривають дебати щодо найбільш ефективного адміністративного механізму; починаючи від просто неформального співробітництва, через договірну співпрацю, до повного об’єднання в єдиний великий район. 
Незважаючи на реструктуризацію округу, що відбулася в Бранденбурзі з 2000 по 2003 рік, Кляйнмахнов залишається незалежним.

## Демографія
- Динаміка населення з 1875 року в сучасних кордонах (Синя лінія: населення; Пунктир: відносна порівняльна динаміка населення землі Бранденбург; Сірий фон: період Третього рейху; Помаранчевий фон: період НДР)
- Динаміка населення (синя лінія) і прогнози

| Рік  | Населення |
| ---- | --------- |
| 1875 | 176       |
| 1890 | 181       |
| 1910 | 401       |
| 1925 | 840       |
| 1939 | 12 565    |
| 1950 | 13 743    |
| 1964 | 13 817    |

| Рік  | Населення |
| ---- | --------- |
| 1971 | 14 304    |
| 1981 | 13 159    |
| 1985 | 12 435    |
| 1990 | 11 613    |
| 1995 | 11 283    |
| 2000 | 15 796    |
| 2005 | 18 367    |

| Рік  | Населення |
| ---- | --------- |
| 2010 | 19 890    |
| 2015 | 20 655    |
| 2016 | 20 644    |
| 2017 | 20 608    |
| 2018 | 20 564    |
| 2019 | 20 376    |
| 2020 | 20 406    |

Джерела даних вказані на Wikimedia Commons.

## Галерея

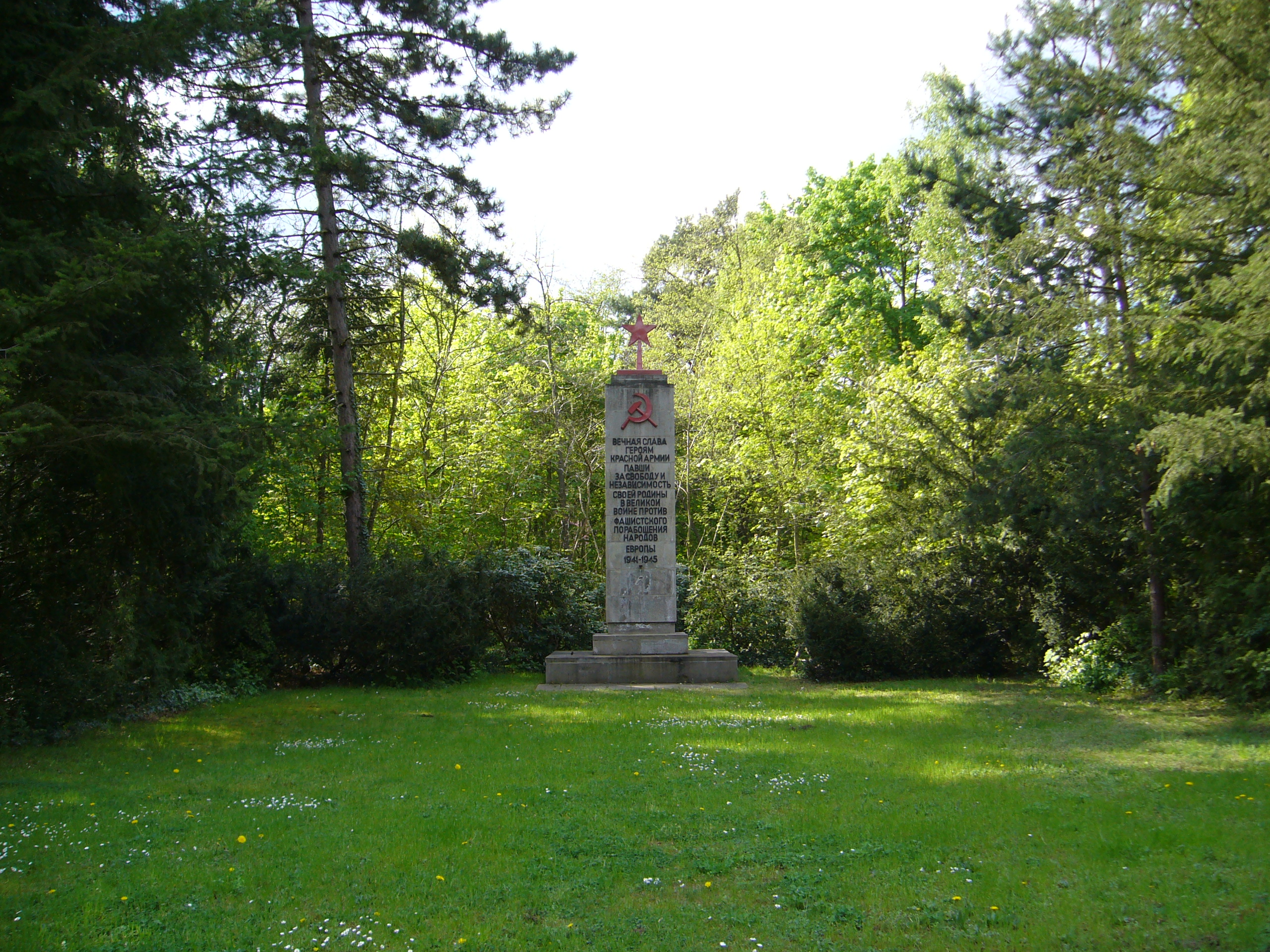
Радянський пам'ятник та кладовище на вул. Хое Кіфер
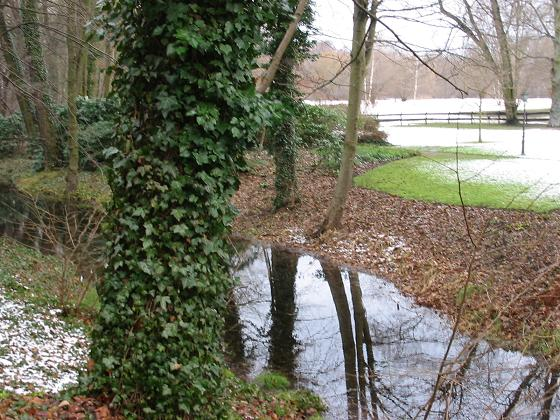
У колишньому замковому парку
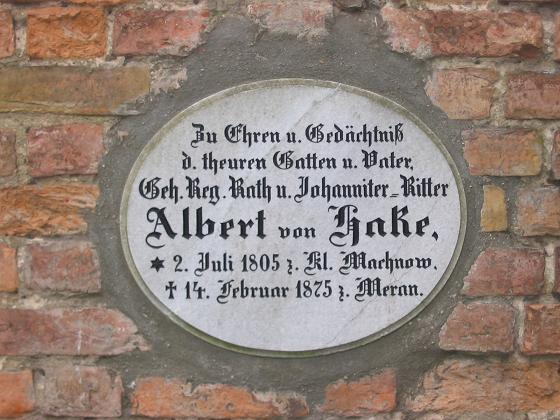
Могила Альберта фон Хаке біля церкви
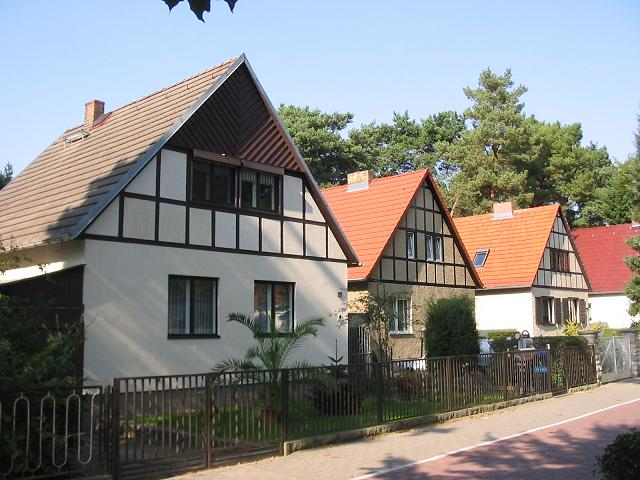
Будинок Bürgerhaussiedlung 2
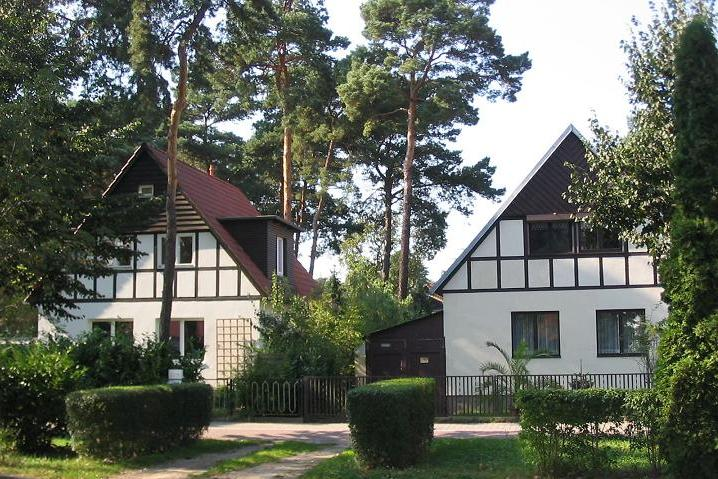
Будинок Bürgerhaussiedlung 3
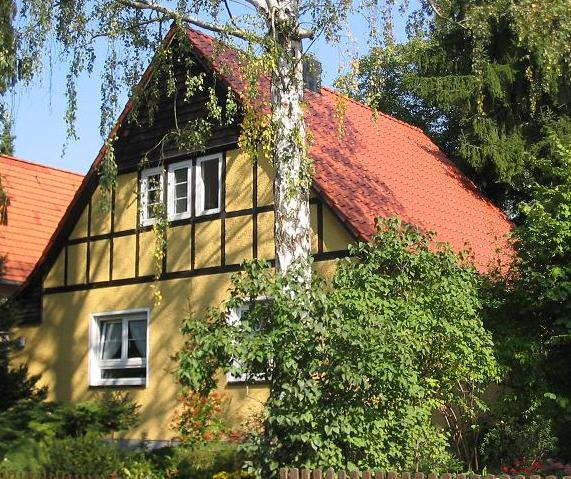
Будинок Bürgerhaussiedlung 4